# Girls Just Wanna Have Fun/Bohemian Rhapsody
A Girls Just Wanna Have Fun/Bohemian Rhapsody Emilie Autumn amerikai énekes-dalszerző középlemeze. 2008. szeptember 22-én jelent meg. A címadó Cyndi Lauper- és Queen-feldolgozáson kívül tartalmazza az előbbi négy remixét, valamint egy The Smiths-feldolgozást (Asleep) és két eredeti Emilie Autumn-dalt. A digipak változathoz Goths Have More Fun feliratú póló is járt, ha augusztus 6. előtt megrendelték.

## Dallista
Minden dal producere és előadója Emilie Autumn, a keverés Inkydust munkája.
1. Girls Just Wanna Have Fun – 4:18 (Robert Hazard)
2. Bohemian Rhapsody – 5:33 (Freddie Mercury)
3. Girls Just Wanna Have Fun (Harpsichord Rendezvous) – 4:09 (Robert Hazard)
4. Asleep (Live) – 1:55 (Morrissey, Johnny Marr)
5. Mad Girl (Live) – 4:15 (Emilie Autumn)
6. Girls Just Wanna Have Fun (Teatime Remix by EA) – 4:46 (Robert Hazard)
7. Girls Just Wanna Have Fun (Asylum Remix by Inkydust) – 5:01 (Robert Hazard)
8. Girls Just Wanna Have Fun (Bad Girl Remix by The Fire) – 4:16 (Robert Hazard)
9. Gentlemen Aren’t Nice – 2:42 (Emilie Autumn)

A legutolsó dal bónuszként került rá, Emilie ezzel kért elnézést a rajongóitól, amiért a megjelenés két hetet késett.